# 馬場秀夫
馬場 秀夫（ばば ひでお、1939年 - ）は、漫画家。別名：二階堂 旭（にかいどう あきら）。

## 略歴
手塚治虫に師事。

## 作品リスト
- ダイヤモンドののろい（少年クラブ1959年12月号掲載）
- 少年ハリケーン（日の丸1960年）
- コウモリ博士（日の丸1961年）
- 半獣人間（別冊少年サンデー 1962年夏休み号掲載）
- なぞのX島（小学四年生 1962年10月号付録）
- 人間消滅（1963年）
- 風の夜叉丸
- 忍者小源太（小学三年生 1963年11月号付録）
- 風魔はんにゃ組（小学三年生 1963年12月号付録）
- 猿飛佐助（小学三年生 1964年1月号掲載）
- 小太郎忍法帳（小学四年生 1964年2月号付録）
- 忍者小太郎（小学三年生 1964年4月号-1965年3月号連載）
- X-5出動せよ（週刊少年サンデー 1964年7月12日号-7月26日号連載）
- 五郎の冒険（原作：横山光輝、小学五年生 1965年4月号付録）[1]
- スーパージョー（冒険王 1966年正月増刊号掲載）
- キャプテンウルトラ（小学三年生 1967年4月号-10月号連載）
- ガメラ対バルゴン
- ハレンチ素浪人　二階堂旭　名義
- ホームランの星（小学二年生 1969年12月号掲載）
- ウルトラセブン（小学一年生 1970年新年増刊号）二階堂旭　名義
- ふしぎなメルモ（原作：手塚治虫、小学二年生 1971年10月号 - 1972年4月号連載）
- 原始少年リュウ（原作：石森章太郎、小学一年生 1971年11月号 - 1972年4月号連載）
- 鉄腕アトム（原作：手塚治虫、小学二年生1972年4月号 - 10月号連載）
- 快傑ライオン丸（原作：うしおそうじ、小学一年生 1972年4月号 - 1973年3月号連載、小学館BOOK 1972年4月号 - 1973年3月号連載、幼稚園 1972年）
- 風雲ライオン丸（原作：うしおそうじ、小学二年生連載）
- 帰ってきたウルトラマン（よいこ 1971年8月号-1972年4月号連載、小学一年生 1971年夏休み増刊号掲載、小学三年生 1971年6月号-10月号連載）
- 正義を愛する者 月光仮面（原作:川内康範、小学館BOOK 1972年1月号-8月号連載、よいこ 1972年）
- アストロガンガー（原作：鈴川鉄久、小学二年生 1972年11月号 - 1973年3月号連載）
- ウルトラマンA（小学一年生 1972年10月号-11月連載、夏休み増刊号掲載）
- かがやけウルトラの星（小学一年生 1973年新年増刊号掲載）
- 人造人間キカイダー（小学二年生 1972年8月号[2] - 1973年5月号[3]）
- ワンサくん（原作：手塚治虫、小学四年生 1973年5月号 - 9月号連載、 小学五年生 1973年5月号 - 9月号連載、小学六年生 1973年5月号 - 8月号連載）
- ウルトラマンレオ（小学生ブック 1974年5月号-6月号連載）
- 正義のシンボル コンドールマン（原作:川内康範、小学一年生 1975年4月号-9月号連載）
- UFOロボ グレンダイザー（原作:永井豪、ディズニーランド 1976年8月号、10月号-12月号掲載）
- 超電磁マシーン ボルテスV（原作:八手三郎、よいこ 1977年）
- 闘将ダイモス（原作:八手三郎、よいこ 1978年）
- がんばれウルトラ兄弟（めばえ 1981年）
- つり大学
- これでつれる少年川づり
- これでつれる少年海づり
- 少年ルアー＆フライ
- これでつれる少年バスフィッシング
- これでつれるヘラブナ釣りのすべて